# Tweede Dwarsdiep
Tweede Dwarsdiep  is een buurtschap in de gemeente Aa en Hunze in de Nederlandse provincie Drenthe. De buurtschap is vooral gelegen aan de noordzijde van de provinciale weg N378 en wordt na de aanleg van de weg gescheiden van het dorpje Gasselternijveenschemond, waarmee Tweede Dwarsdiep vaak in een adem genoemd, en dat net ten zuiden van deze weg ligt.
Bij het gehucht lag tot 1932 een halte aan de spoorlijnen Zwolle - Stadskanaal en Assen - Stadskanaal.
Drenthe: Steden en dorpen      Nederland: Provincies · Gemeenten